# Philippe Gaumont
Philippe Gaumont (Amiens, 22 de fevereiro de 1973 — Arras, 17 de maio de 2013) foi um ciclista francês, que competiu como profissional entre 1994 e 2004. No Tour de France 1997, ele foi o último na classificação geral, o lanterne rouge. Competiu nos Jogos Olímpicos de Verão de 1992 e 2000, conquistando a medalha de bronze em 1992 na prova de 100 km contrarrelógio por equipes.